# Klaus Reichert (Moderator)

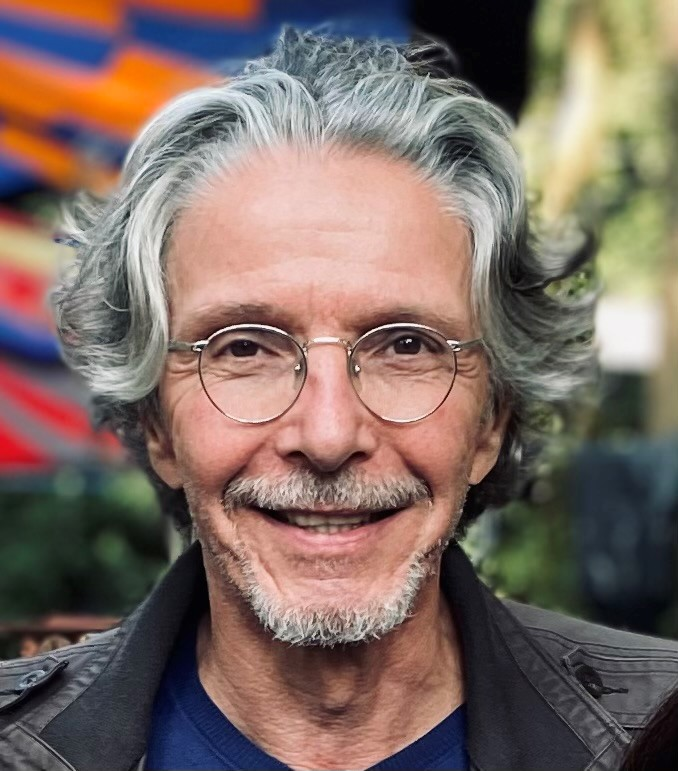
Klaus Reichert (2023)

Klaus Reichert (* 29. Juni 1963 in Frankfurt-Höchst) ist ein deutscher Schriftsteller, Journalist und Künstler. 1988 wurde er mit dem Kurt-Magnus-Preis der ARD ausgezeichnet.

## Leben
Nach dem Abitur im Jahr 1982 machte der in einer Metzgerei aufgewachsene Klaus Reichert eine Lehre zum Industriekaufmann in Frankfurt am Main. Anschließend studierte er einige Semester Publizistik, Psychologie und Politik an der Johannes Gutenberg-Universität Mainz.
1985 wurde er freier Mitarbeiter beim Hessischen Rundfunk (hr) und moderierte Dinos Kinderradio im Kulturprogramm hr2. Als freier Moderator und Redakteur arbeitete er später bis zum Jahr 2007 für die Popwelle hr3. Seit 2011 moderiert er bei hr1 das Mittagsmagazin hr1-Metro, welches 2013 in 12-14 und 2017 in hr1 am Mittag umbenannt wurde. Die Bundesligashow hr1-Arena präsentierte er von 2008 bis 2015. Seit 2015 ist er regelmäßig am Sonntag im hr1-Talk zu hören.
1991 gründete Klaus Reichert die Boom Medienproduktions- und Verlags GmbH und stellte neben seiner Tätigkeit für den hr Musik- und Fernsehproduktionen für Industrie und Medien her. Von 1996 bis 1998 war er Vorstandsmitglied der BOOMedia AG. 1998 gründete Klaus Reichert die Reichert Consultants GmbH, die im Bereich Öffentlichkeitsarbeit und Unternehmenskommunikation tätig ist.
Als Autor entwickelte er neue Sendeformate für verschiedene Sender der ARD und Drehbücher für die ZDF/KiKa-Produktion TKKG – Der Club der Detektive. Die von ihm geschriebene Folge Der Pferderipper wurde für die Teilnahme am Deutschen Kinder-Medien-Festival Goldener Spatz nominiert.
Im Juli 2020 veröffentlicht Klaus Reichert das Buch Fleisch ist mir nicht Wurst im Verlag HarperCollins. Das Buch trägt den Untertitel: Über die Wertschätzung unseres Essens und die Liebe meines Vaters zu seinem Beruf. Klaus Reichert erzählt die Geschichte seiner Familie, der »Haxen Reicherts« in Frankfurt-Höchst. Er fordert mehr Wertschätzung für die Wurst und Respekt für die Tiere, die dafür ihr Leben lassen müssen. Im März 2022 veröffentlichte HarperCollins Fleisch ist mir nicht Wurst als Taschenbuch unter dem Titel Esst mehr Worscht.
Klaus Reichert ist Host in zwei Podcasts. Zusammen mit seinem Bruder hört man ihn in dem Podcast Die-Welt-von-hinter-der-Fleischtheke, in dem es Antworten auf oft gestellte Fragen zu den Themen Fleisch, Wurst, Schlachten und Tierwohl gibt. Mit dem Bestatter David Roth vom Bestattungshaus Pütz-Roth in Bergisch Gladbach produziert er den Podcast Talk about Tod.

Klaus Reichert gehört zu den Gründern der Künstlergruppe Gotensieben, die im August 2015 ihre großformatigen Werke in der Kunsthalle Ludwig in Frankfurt vorstellte. Nach der Werkgruppe SONS zeigte die Künstlergruppe Bilder der Werkgruppe SOULS FOR SALE in der Kunsthalle Ludwig in Frankfurt. Zwei Bilder dieser Werkgruppe wurden im November 2016 im Rahmen der internationalen Ausstellung TRACES in der Abbaye du Ronceray in Angers in Frankreich gezeigt. Im Jahr 2016 realisierte die Künstlergruppe Gotensieben das Kunstprojekt Im-Letzten-Hemd für das Bestattungshaus Pütz-Roth. Im Oktober 2018 organisierte der Künstlergruppe Gotensieben in der Kunsthalle Ludwig die Ausstellung Metzgerei Seele und Söhne in Zusammenarbeit mit der Fleischer-Innung Frankfurt Darmstadt Offenbach. Gezeigt wurden Bilder der Werkgruppe SOULS FOR SALE der Künstlergruppe und historische Werke aus dem Besitz der Fleischer-Innung. Im September 2018 nahm die Künstlergruppe Gotensieben mit zwei Bildern ihrer Werkgruppe KI an der Gruppenausstellung HOP/e D'un monde à l'autre in Angers teil. Die Ausstellung Im-Letzten-Hemd wurde unter dem Titel "Stell dir vor, Du bist tot" im Jan/Feb 2023 im Zollamtsaal, Haus am Dom in Frankfurt am Main gezeigt. 

 Im März/April 2023 wurden vier Bilder der Werkgruppe SOULS FOR SALE in der Kunsthalle Trier/Europäischen Kunstakademie ausgestellt. Die Ausstellung trug den provokanten Titel: Das große Metzeln. Le Grand Carnage

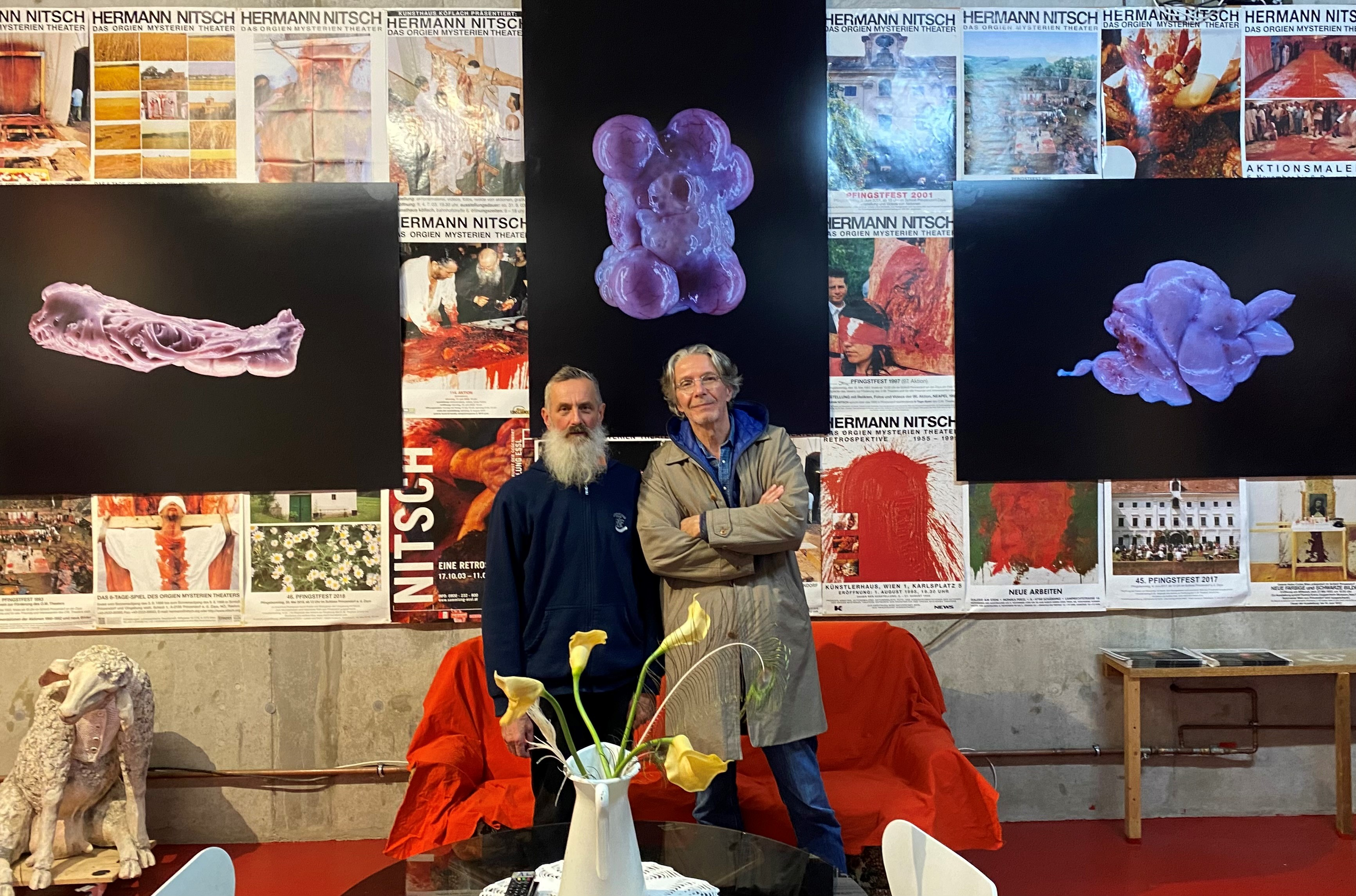

Seit Dezember 2023 werden vier Bilder der Werkgruppe Souls for Sale in einer Dauerausstellung mit Werken des österreichischen Aktionskünstlers Herrmann Nitsch im Kunstverein Familie Montez in Frankfurt am Main gezeigt. 
Die Ausstellung WE ARE ROCK´N´SOUL mit Künstlerporträts von Mike Kuhlmann kuratierte Klaus Reichert im Januar 2024. 

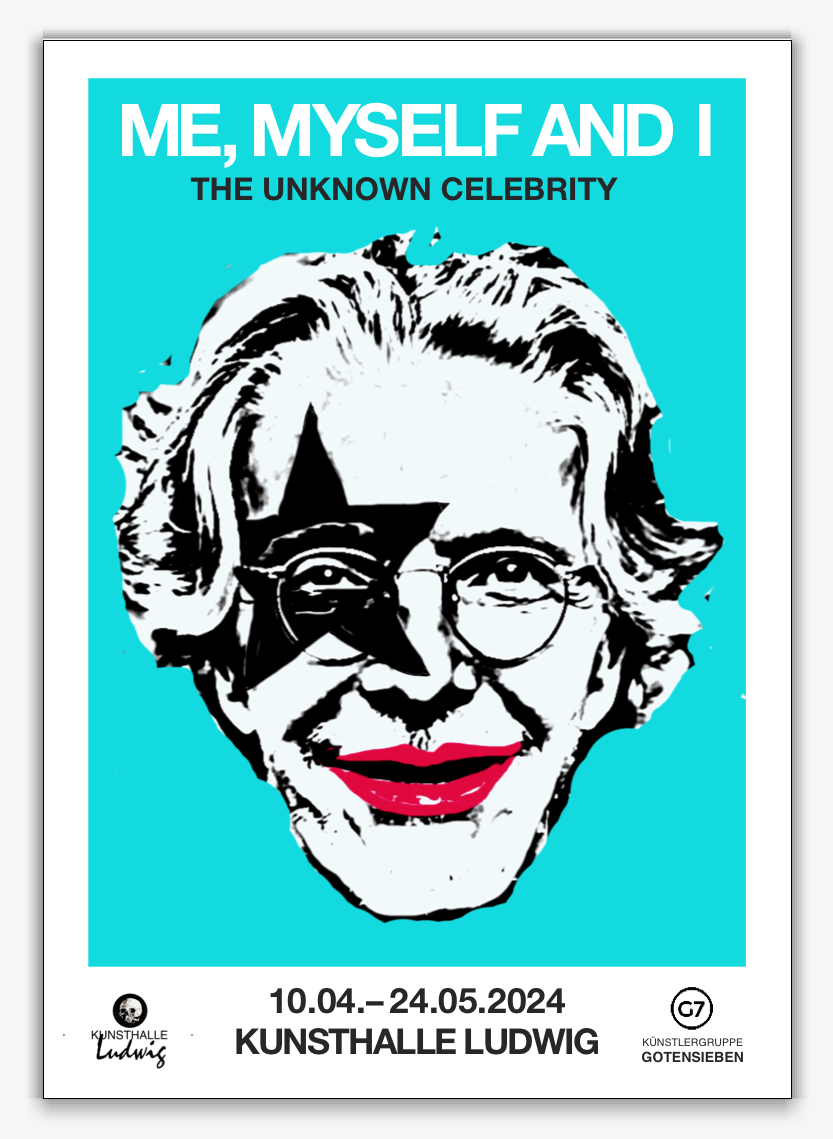

Im April 2024 eröffnete Klaus Reichert in der Kunsthalle Ludwig die Ausstellung Me, Myself & I I mit Werken aus dem umfangreichen Œuvre der Künstlergruppe Gotensieben, sowie einer Auswahl von Arbeiten, zu denen Klaus Reichert befreundete Künstler inspiriert hat. Zwei Werke ragen aus der Bilderschau heraus. Don´t be afraid, brother von Susannah Martin und The Unknown Celebrity von Mike Kuhlmann.

Was wäre, wenn Jesus heute leben würde? Würde er TikToks drehen, Wasser zu Club Mate verwandeln und gegen den Algorithmus anpredigen? Die Künstlergruppe Gotensieben inszeniert in der Ausstellung „j“ im Massif Central in Frankfurt den Messias als Ikone der Gegenwart – irgendwo zwischen Bibel, Billboard und Pop-Up-Phänomen.

## Auszeichnungen
- 1988: Kurt-Magnus-Preis